# Siemens M65
El Siemens M65 es un teléfono móvil GSM tribanda fabricado por Siemens, que fue anunciado en marzo de 2004. Posee un marco metálico anti choques, además de un borde de goma sellante, lo que hace que el teléfono sea resistente al agua. El dispositivo es también resistente al polvo, cumpliendo con la norma IP54.
Gracias a un accesorio opcional, puede utilizarse como ordenador de viaje para ciclistas, con velocímetro, registro de distancias, y todo lo que se puede esperar de este tipo de dispositivos.
El teléfono posee una cámara digital que puede capturar imágenes con una resolución de 640x480 y grabar vídeos con una resolución de 128x96. Viene además con juegos preinstalados. Igualmente trae incluida una herramienta multimedia para crear textos. Asimismo permite la creación de páginas web en formato HTML, archivos comprimidos en formato de compresión ZIP y temas personalizados mediante la herramienta Own Skin. Posee una memoria de 1 Mb para uso de navegación (caché) mediante sistema Java.
Del mismo modo es posible crear archivos de tipo MIDI, JPG, GIF, BMP, BMX etc. mediante el uso de variados softwares (Por ejemplo: PhotoEditor, MidEdit, SieFM, PaintCAD o TextEditor entre otros).
Sus principales limitaciones vienen dadas por no poseer Bluetooth, reproductor MP3 ni sistema de cambio de carcasas. Aunque posee IrDA como medio de intercambio de datos. La batería es bastante grande en relación con el equipo, y permite el empleo del teléfono durante 330 minutos de uso continuo, o hasta 300 horas en modo stand by. Demora en promedio 2 horas en cargarse completamente.

## Características
- GSM tribanda 900/1800/1900 MHz
- Datos : GPRS, WAP 2.0
- Batería : Li-ion de 750 mAh (EBA-660)
  - Tiempo de espera : hasta 300 horas
  - Tiempo de conversación : hasta 300 minutos
- Pantalla : TFT 132 x 176 pixels a 65536 colores. Los Siemens CX65, Siemens M65, Siemens S65 y Siemens SK65 tienen una resolución de 132x176 píxels con una profundidad de color de 16 bits basado en 3 chips diferentes:[2][3][4][5]
  - Si el módulo se llama LPH88xxxx el controlador es un Hitachi HD66773
  - Si el módulo se llama LS020xxx usa un dispositivo Sharp
  - El L2F50 se controla con el chip Epson
- Tamaño : 109 x 49 x 19 mm
- Peso : 104 gramos
- Volumen : 89 cm³
- Carcasa : reforzada y sellada. La tapa trae interiormente un fijador de la batería interna que la aísla de golpes y filtraciones. Provee de tapones para el conector Siemens Lumberg, la cámara digital y la toma de antena exterior. Una estructura metálica protege los bordes y proporciona un punto de apoyo en exteriores. El keypad es el habitual en los equipos Siemens (numéricos, colgar/descolgar, dos teclas funciones del software y un D-pad) y está especialmente protegido contra salpicaduras y filtraciones. Los colores por defecto son gris y negro, aunque se conocen carcasas de varios colores.
- Conectividad : USB y RS-232 (sobre el conector Siemens Lumberg), IrDA
- Antena : integrada GSM/UMTS
- Memoria flash : 10,32 Megabytes
- Multimedia : grabación de voz, captura de vídeo, reproducción de vídeo 3GPP/H.263/MPEG-4
- Mensajes : SMS, MMS, ICQ, Correo electrónico (POP3, IMAP4, SMTP). Escritura inteligente T9
- Timbres : polifónicos, MIDI, WAV
- Cámara digital : integrada 0,3 Megapixels (640 x 480 píxels max.), zum digital 3x; graba vídeo a 128 x 96 píxels.
- Java soporta juegos y aplicaciones Java instalables.
- Tarjeta SIM: Mini-SIM de 3,0 voltios